# ルネ・マクリーン
ルネ・マクリーン（René McLean、1946年12月16日 - ）は、アメリカ合衆国のハードバップ・ジャズのミュージシャン。ムハマッド・アル・アミーン・アブダル・カリーム（Muhammad Al Amien Abdul Kariem）というイスラム名を持つ。テナー・サクソフォンやフルート、尺八、ピアノを演奏するマルチプレイヤーであり、さらには舞台俳優やダンサーとしても活動している。また、マサチューセッツ大学やハートフォード大学新校舎において教鞭を執っている。

## 略歴
ニューヨーク・シティに生まれ、高名なアルト・サクソフォーン奏者である父ジャッキーより最初の器楽教育を受けた後、ソニー・ロリンズやジョージ・コールマンにも師事する。1963年に、エディ・ゲイルやラリー・ウィリス、アラン・シルヴァをメンバーに迎えて自身のバンドを結成するが、その後さらにジャッキー・バイアードやバリー・ハリスに薫陶を受けた。クラーク・テリー・ユースバンド（Clark Terry Youth Band）にも在籍している。
1970年から1973年までティト・プエンテ楽団のメンバーとなり、後にサム・リヴァースやディジー・ガレスピー、フランク・フォスター、ホレス・シルヴァー、グレイシャン・モンカー3世、ババトゥンデ・オラトゥンジ、ライオネル・ハンプトン、レイ・チャールズと共演した。1970年代半ばからは、ウディ・ショウやルイス・ヘイズらとクィンテットを組んでいる。一方で1970年より、父ジャッキー・マクリーンと共同でバンドを統率し、『ニューヨーク・コーリング』（1974年）や『ダイナスティ』（1988年）、『ライツ・オブ・パッセージ』（1991年）などのアルバムを発表してきた。また、ジョー・チェンバースやアビー・リンカーン、ミリアム・マケバ、ジャコ・パストリアスとも録音を行なっている。
1980年代にヒュー・マセケラとアフリカで演奏旅行や数多くの録音を重ね、南アフリカ共和国の女性と結婚してからは、1984年よりアメリカ合衆国と同国を往復して、録音や教育に携わっている。ニューヨーク音楽大学およびマサチューセッツ大学で音楽を修めた後、1986年に、日米友好委員会および国立芸術基金より創造的芸術家奨学金を受けて日本に定住し、日本の伝統文化（伝統音楽及び伝統美術）を研究するかたわら、演奏・教育にも携わった。マリオン・ブラウンやタイロン・ワシントン、ユセフ・ラティーフ、ウディ・ショウ、オナジェ・アラン・ガンブスとも共演して録音を行なっている。

## ディスコグラフィ

### リーダー・アルバム
- 『ウォッチ・アウト!』 - Watch Out (1975年、SteepleChase)
- 『イン・アフリカン・アイズ』 - In African Eyes (1992年、Triloka)
- Live in South Africa Generations to Come (2003年)

### 参加アルバム
ウォルター・ビショップ・ジュニア
- Cubicle (1978年、Muse)

ルイス・ヘイズ
- The Real Thing (1977年、Muse)

ジャッキー・マクリーン・アンド・ザ・コズミック・ブラザーフッド
- New York Calling (1974年、SteepleChase)

チャールズ・サリヴァン
- Re-Entry (1975年、Whynot)

ウディ・ショウ
- 『ラヴ・ダンス』 - Love Dance (1975年、Muse)
- 『コンサート・アンサンブル - アット・ジ・ベルリナー・ジャズテイジ -』 - The Woody Shaw Concert Ensemble at the Berliner Jazztage (1976年、Muse)
- 『ウディ3』 - Woody III (1979年、Columbia)
- Lausanne 1977 (1996年、TCB Records) ※Swiss Radio Days Jazz Series, Vol. 5

ヒュー・マセケラ
- Home (1982年、Moonshine)

## 註釈
1. ↑  Allmusic biography